# Vosper-Klasse

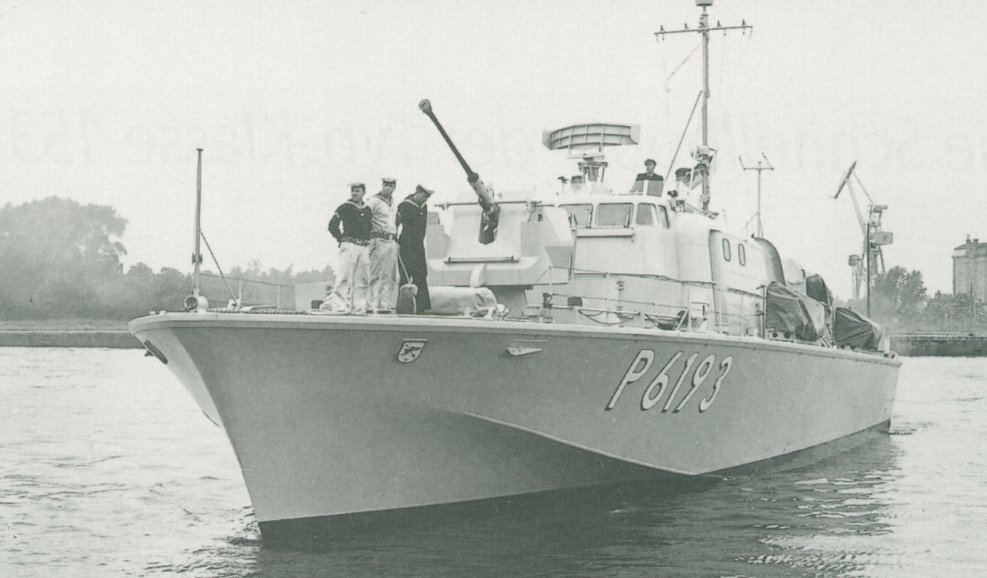
Pfeil im Hafen

Die Vosper-Klasse (Klasse 153) bestand aus zwei Schnellbooten britischer Produktion mit Gasturbinenantrieb, die die Bundesmarine von 1962 bis 1965 zur Erprobung betrieb.

## Dienstgeschichte

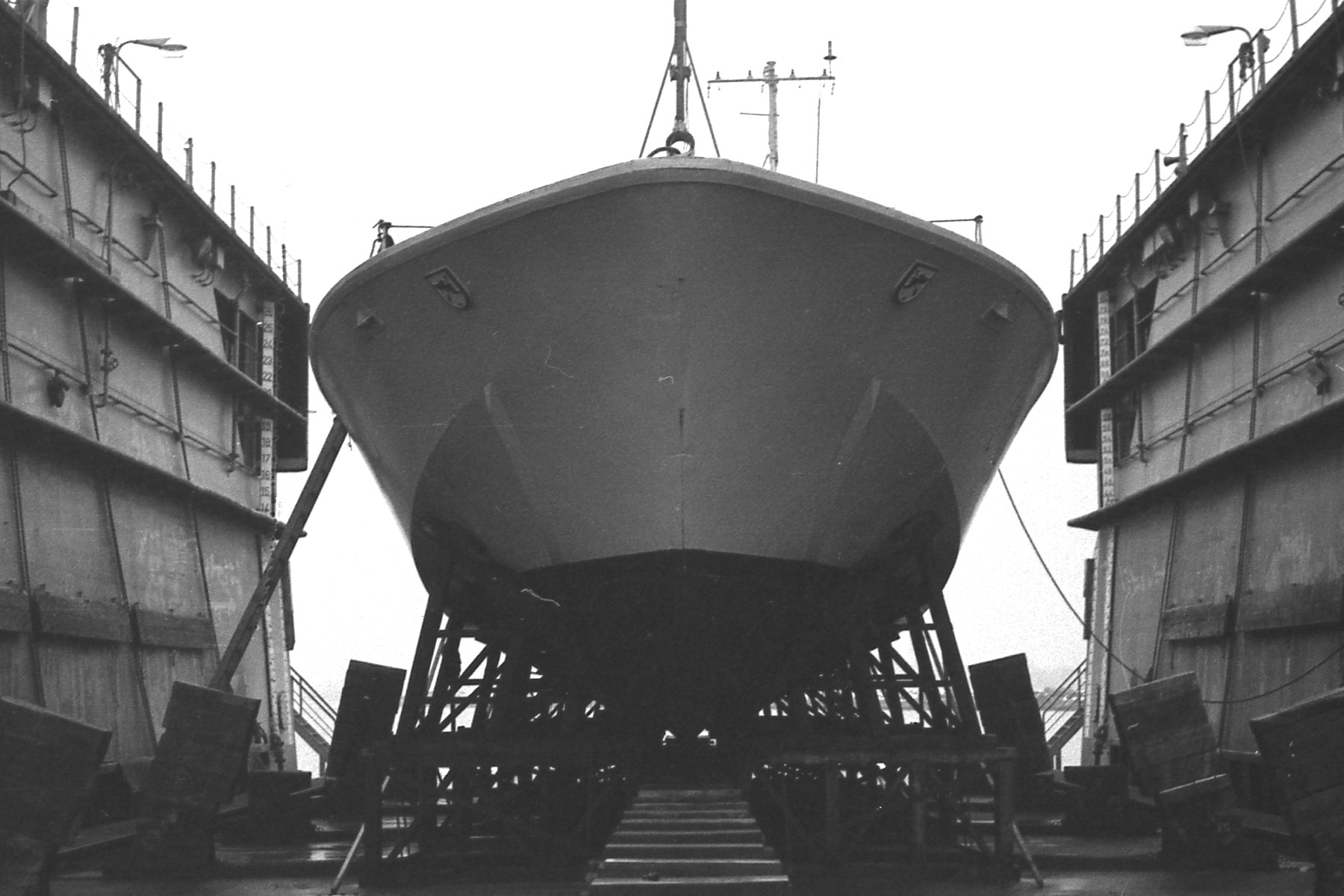
Pfeil im Dock

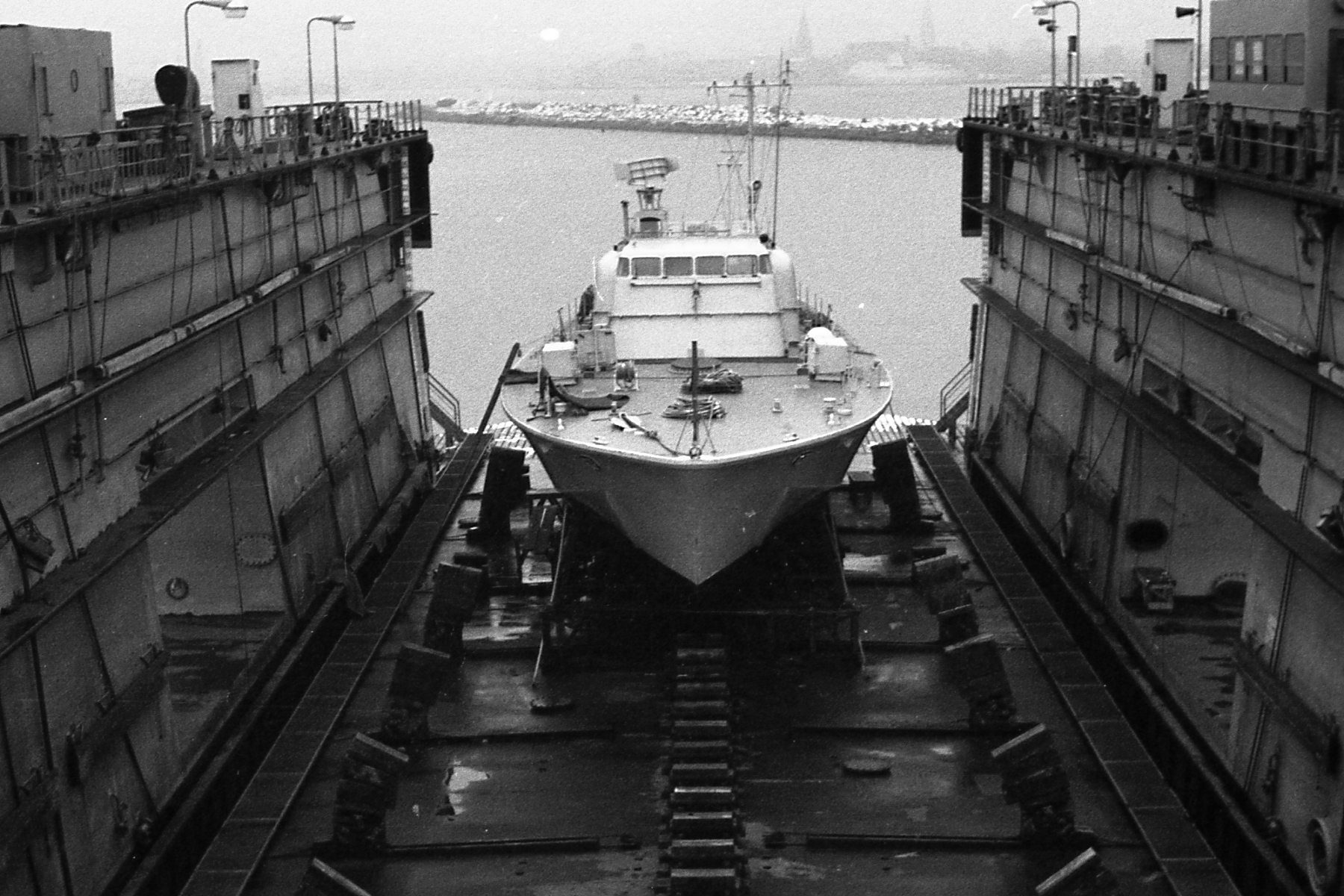
Pfeil im Dock

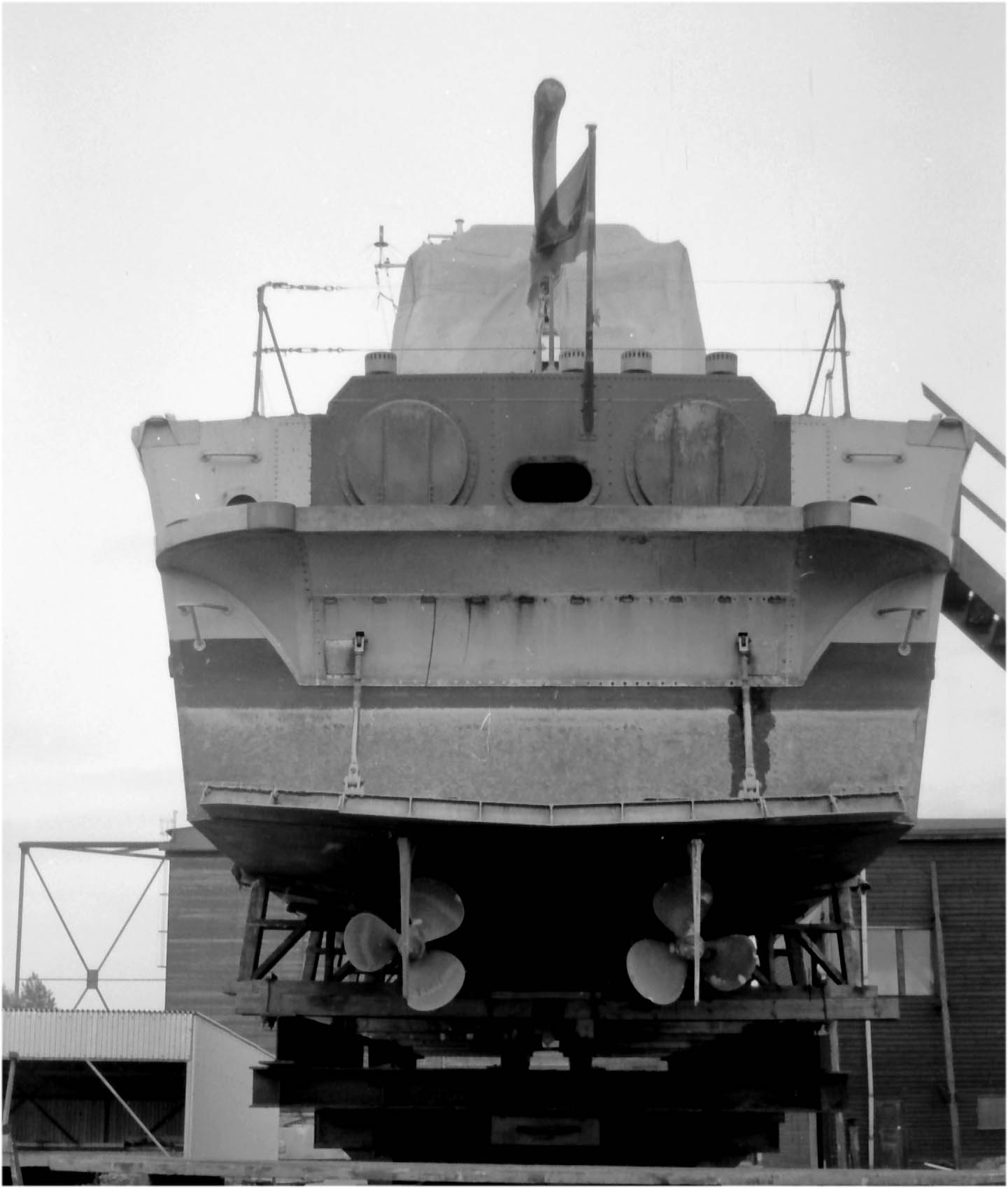
Pfeil auf der Helling, Propellerwechsel

Die Bundesmarine kaufte für Versuchszwecke 1962 die beiden MTB des Typs Brave mit Gasturbinenantrieb bei der britischen Werft Vosper & Company. Der Typ Brave Ferocity hatte zwei Gasturbinen und der Typ Brave Borderer drei Turbinen als Antrieb. Sie fuhren unter den NATO-Kennungen P 6193 (Pfeil) und P 6194 (Strahl) und wurden, obwohl sie nicht baugleich waren, als eine Klasse unter der Nummer 153 geführt.
Das Schnellboot Pfeil (P 6193) war vom 27. Juni 1962 bis 30. September 1965 im Dienst. Namensgeber für das Schnellboot waren das Kanonenboot Pfeil (1864–1871) und der Aviso Pfeil (1882–1918). Die Strahl (P 6194) war vom 2. November 1962 bis 30. September 1965 im Dienst. Sie waren dem 1. Schnellbootgeschwader zugeordnet und wurden vorwiegend in der Ostsee eingesetzt, zeitweise auch zu Erprobungsfahrten für neue Waffensysteme.
Nach dem Ende der Erprobung und dem Ergebnis, dass Boote dieses Typs nicht den Bedürfnissen der Marine entsprachen, wurden die Boote an Griechenland verkauft und standen dort unter den Namen Aiolos und Astrapi im Dienst.

## Technische DatenPfeil
- Länge:    27,60 m
- Breite:    7,30 m
- Tiefgang:  2,00 m
- Verdrängung: 75 / 85 Tonnen maximal
- Antrieb: 2 × Gasturbinen Bristol Proteus, je 4.260 PS bei 11.000/min, 2 Schrauben 36 Zoll Durchmesser
- Stromversorgung: 2 × Rover-Gasturbinen 50 PS
- Geschwindigkeit: bis zu ca. 50 kn (je nach Bewaffnung und Wetterlage)
- Treibstoff: 20.600 Liter Diesel
- Verbrauch: 2.500 l/h bei Volllast

## Technische DatenStrahl

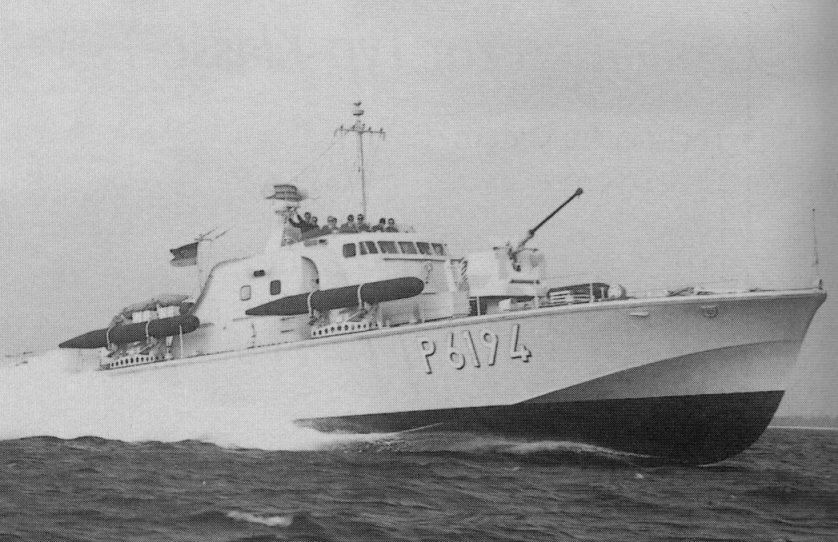
S-Boot Strahl

Das Schwesterboot Strahl unterschied sich in Größe und Antriebsleistung von Pfeil, auch die Aufbauten waren geringfügig abgeändert
- Antrieb: drei Bristol-Proteus-Gasturbinen auf drei Schrauben, sonst wie Pfeil.
- Länge: 30,30 m
- Breite: 8,00 m
- Tiefgang: 1,80 m
- Verdrängung: 96,5 / 101,60 Tonnen

## Antriebsanlage

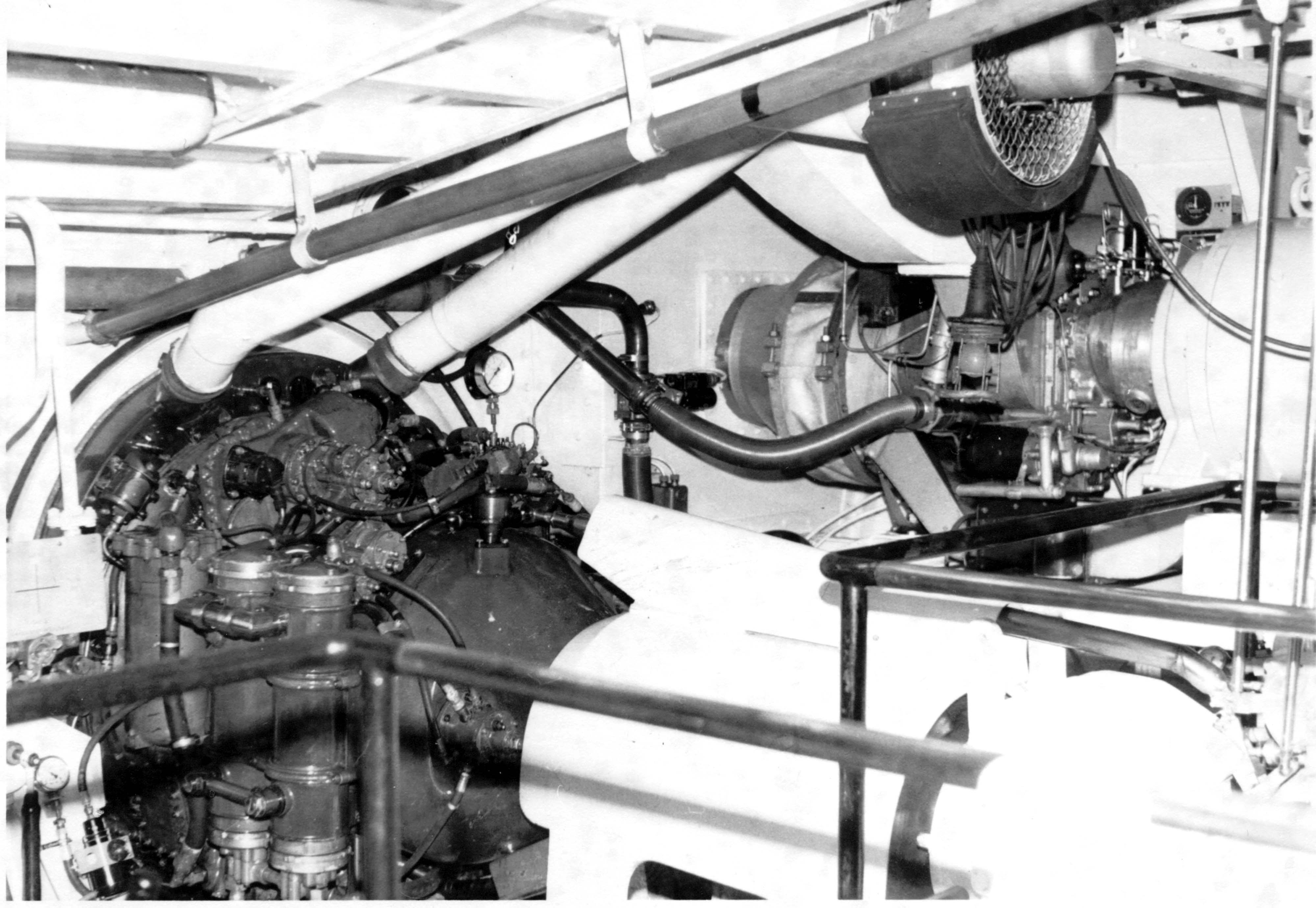
Teilansicht Maschinenraum Pfeil, rechts ein Turbinengenerator

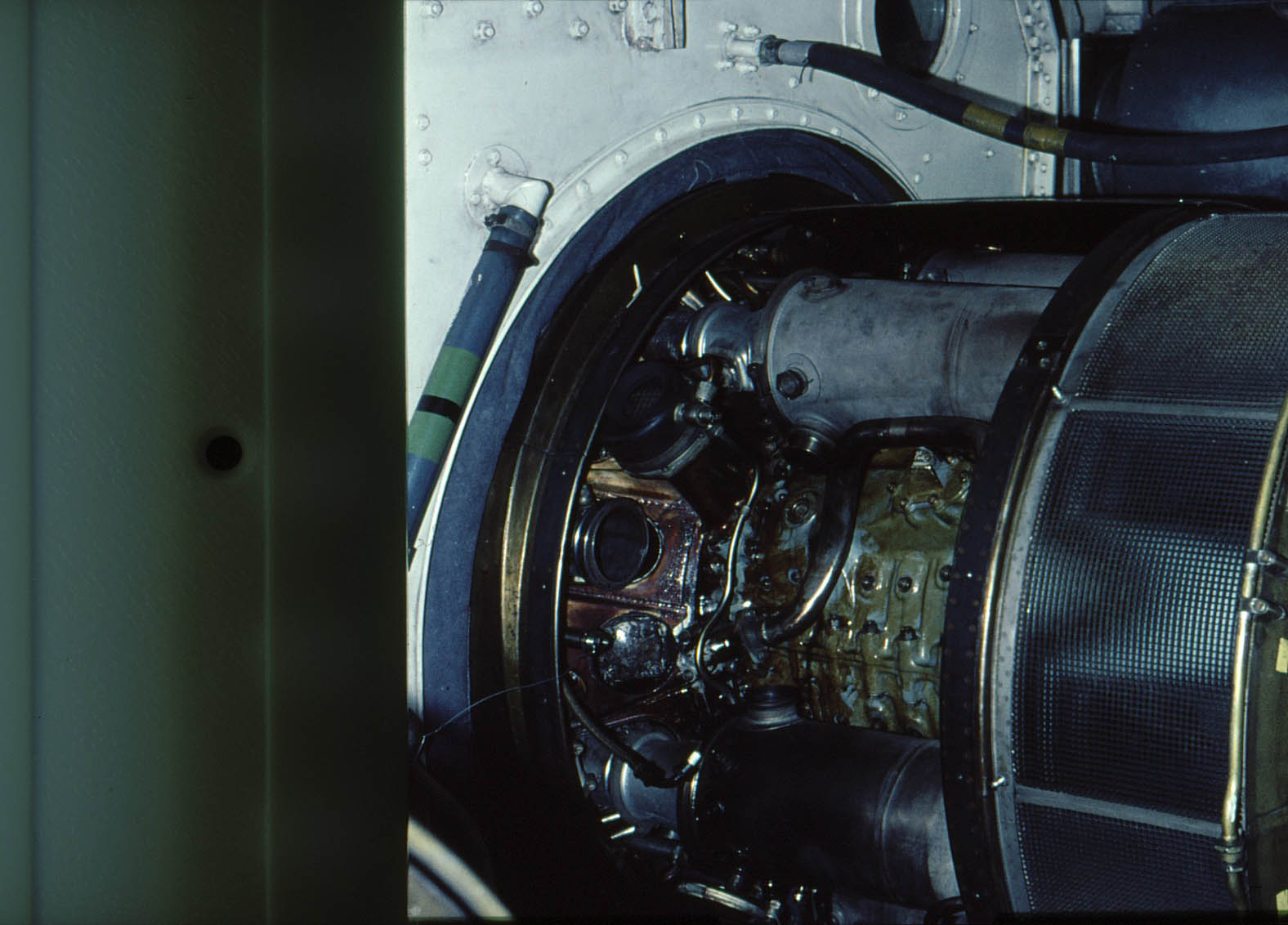
Blick auf die Turbine, eine Brennkammer ist ausgebaut

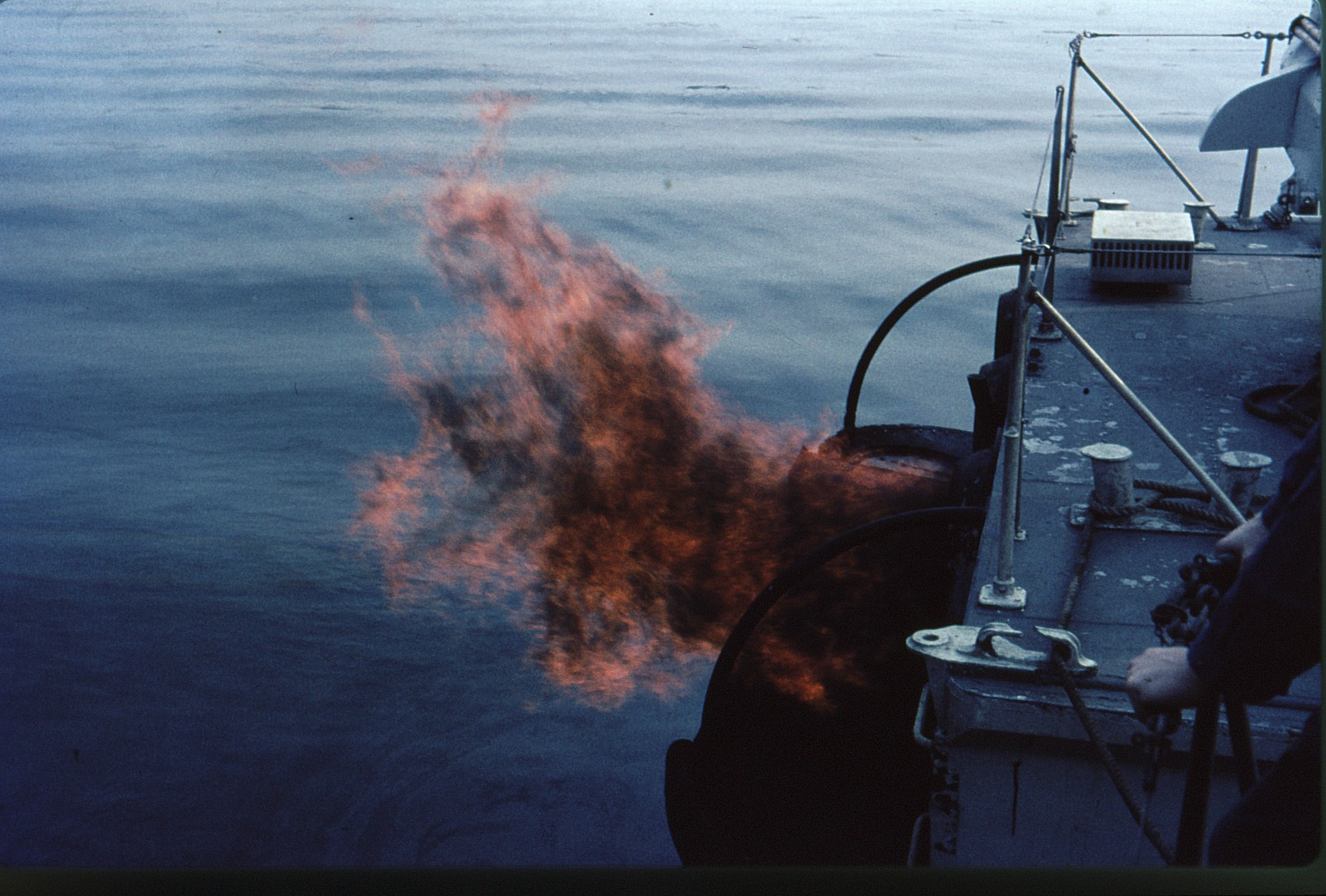
Auspuffflamme

Die eingebauten Gasturbinen waren Flugzeugpropellerturbinen vom Typ Bristol Proteus. Neben dem am Triebwerk angebauten Getriebe war noch ein V-Getriebe angebaut, um die erforderliche Propellerdrehzahl zu erreichen. Gesamtuntersetzung = 6,44. Die Turbinen wurden mit Luft aus den E-Turbinen gestartet. Da mit der Verbrennungsluft, insgesamt etwa 27 m³/s, auch Salzpartikel angesaugt wurden, mussten die Triebwerke am Ende jeder Fahrt durch Einpumpen von Petroleum und anschließend destilliertem Wasser gereinigt werden. Die Leistung war stark von der Außentemperatur abhängig, je kälter, umso höher.
Die Propeller hatten einen Durchmesser von 36 Zoll und eine Steigung von 48 Zoll. Da es im Anfang durch zu schnelles Beschleunigen zu Verbiegungen an den Propellerblättern kam, und damit zu Geschwindigkeitsverlust, wurden Sperren in die Fahrhebel eingebaut, um ein zu schnelles Beschleunigen zu verhindern.
Am Heck befanden sich die Turbinenabgasrohre mit 80 cm Durchmesser. Diese wurden im Hafen mit Klappen verschlossen. Beim Anlassen der Turbinen bildeten sich lange Auspuffflammen. Durch das Einleiten von Kraftstoff in die heißen Abgase konnte eine Nebelwand zur Tarnung erzeugt werden.

## Konstruktion
Der Rumpf war in Kompositbauweise mit 18-mm-Holzbeplankung auf Leichtmetallspanten ausgeführt. Unterhalb der Wasserlinie war der Rumpf mit Kunststoff verstärkt. Der Rumpf war in acht wasserdichte Abteilungen unterteilt. Die Boote waren sogenannte Gleiter mit Knickspanten, dadurch waren die Fahreigenschaften bei rauer See sehr hart.
Die Aufbauten bestanden aus Leichtmetall und waren teilweise genietet. In den Aufbauten war ein geschlossener und darüber ein offener Fahrstand. In der geschlossenen Brücke war die gesamte Maschinenüberwachung eingebaut, sie glich in großen Teilen der Instrumentierung in Flugzeugen.
Hinter den Brückenaufbauten befand sich der Luftansaugschacht für die Turbinen, am Heck war eine verstellbare Trimmklappe.

## Bewaffnung
- Pfeil 2 × 40-mm-Bofors-Schnellfeuerkanone und vier Torpedos in Abwurfgestellen.
- Strahl 1 × 40-mm-Bofors-Schnellfeuerkanone und vier Torpedos in Abwurfgestellen.

## Besatzung
- 2 Offiziere, Kommandant und IWO
- 3 Bootsleute, Leitender Maschinist, Motorenmeister und seemännische Nr. 1
- 4 Maate, Funk, Seemännisch, Elektro und Maschine
- 11 Mannschaftsdienstgrade

## Raumaufteilung
- Abtlg. I – Rudermaschinenraum
- Abtlg. II – Turbinenraum

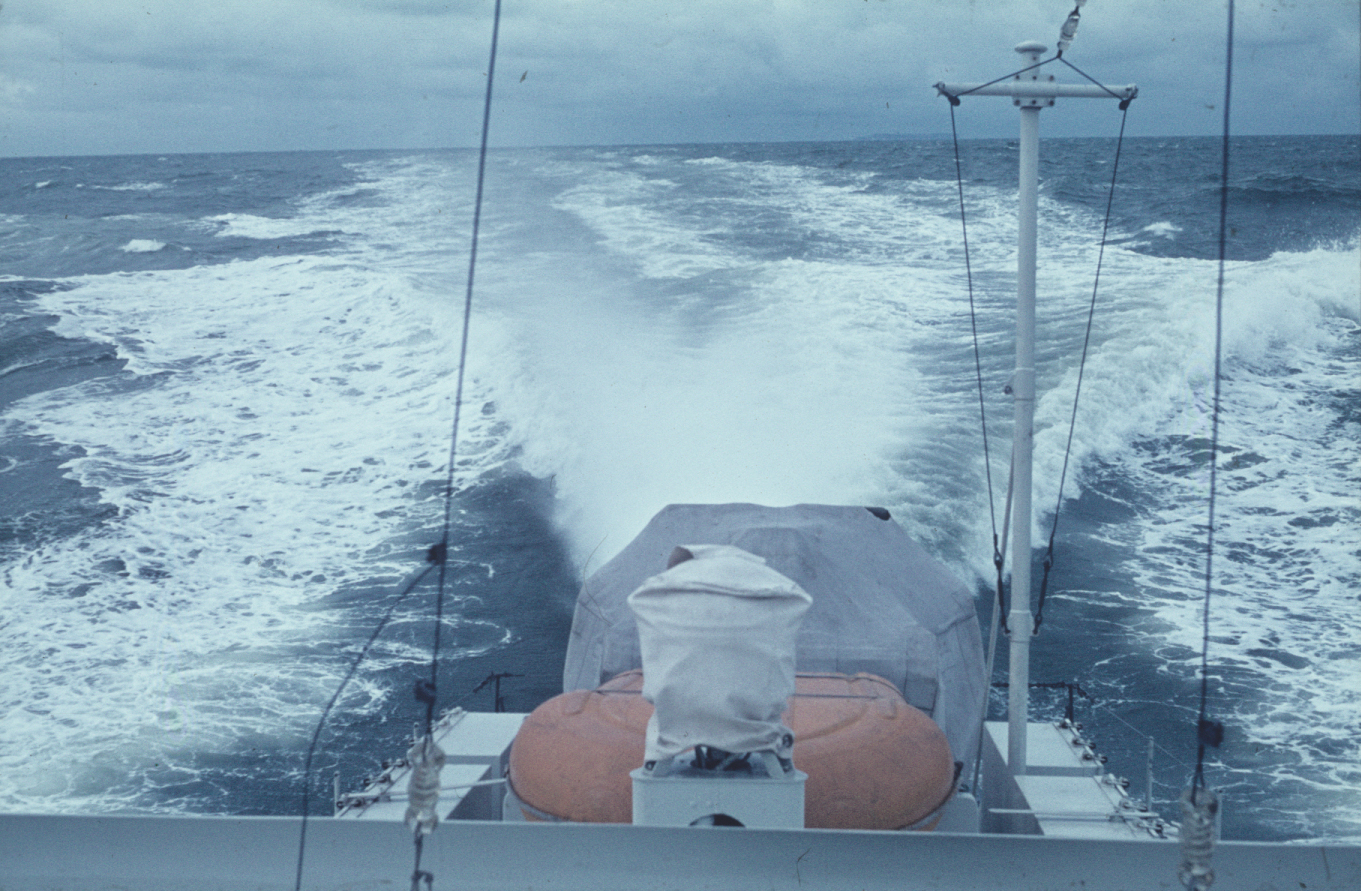
Volle Fahrt, Blick achteraus

- Abtlg. III – Getrieberaum mit E-Turbinen und Motorenüberwachung
- Abtlg. IV – Kraftstoffbehälter
- Abtlg. V – Kommandantenkammer, Operationszentrale, Funkraum und E-Zentrale
- Abtlg. VI – Kombüse und Bootsmann-Kammer
- Abtlg. VII – Mannschafts- und Uffz.Wohnraum
- Abtlg. VIII – Kollisionsraum

## Verweise